# Гам, Колин Стэнли
Колин Стэнли Гам (1924 — 29 апреля 1960) — австралийский астроном, известный благодаря исследованиям эмиссионных туманностей и галактического радиоизлучения.

## Биография
Гам получил степень бакалавра в Университете Аделаиды в 1949 году, после окончания начал работу в обсерватории Маунт-Стромло. В 1951 году тем же университетом ему была присвоена степень магистра. В 1950 году Клэбоном Алленом (Clabon Allen) была начата работа по поиску и исследованию эмиссионных туманностей, к которой присоединился и Гам. Вскоре Аллен перевёлся из обсерватории, и научным руководителем Гама стал Бен Гаскойн. Докторская диссертация Гама под названием «Исследование диффузных H-альфа туманностей южного полушария» («A study of diffuse southern H-alpha nebulae») была завершена в 1955 году, степень доктора философии была присвоена Австралийским национальным университетом. Результатом работы стало создание каталога из 85 туманностей и туманных комплексов, опубликованного в статье «Обзор южных областей H II» («A survey of southern HII regions») и известного в настоящее время как Каталог Гама.
С 1955 по 1959 год Гам числился научным сотрудником Государственного объединения научных и прикладных исследований (CSIRO). В эти годы он, вместе с Фрэнком Керром и Гартом Вестерхутом, участвовал в группе по уточнению положения галактической плоскости на основании данных по нейтральному водороду, результатом чего стало принятие Международным астрономическим союзом в 1958 году новой системы галактических координат. В 1959 году Сиднейский университет пригласил его в качестве руководителя программы по Наблюдательной оптической астрономии, а также назначил на должность старшего преподавателя (англ. senior lecturer) курса астрофизики.
Колин Гам погиб во время несчастного случая на лыжном курорте в Церматте, Швейцария, в 1960 году. Туманность Гама, расположенная в созвездиях Кормы и Парусов и занесённая в каталог под номером 12, была названа в честь учёного. Также его имя носит кратер на Луне.